# Romolo Galassi
Romolo Galassi (Cassano d'Adda, 17 novembre 1900 – Uork Amba, 27 febbraio 1936) è stato un militare italiano, decorato di Medaglia d'oro al valor militare alla memoria durante il corso della guerra d'Etiopia.

## Biografia
Nacque a Cassano d'Adda, in provincia di Milano, il 17 novembre 1900, figlio di Placido e Persilia Partenghi.  Diplomatosi geometra, fu tra i fondatori del fascio bresciano e de Il popolo di Brescia; fu squadrista della "Disperata", con la quale partecipò ad azioni tra il 1919 e il 1922, e prese parte alla marcia su Roma che portò Benito Mussolini al governo. In quello stesso anno fu promotore di cooperative edili e si arruolò nel Regio Esercito, partecipando al corso allievi ufficiali di complemento a Milano, al termine del quale fu assegnato in servizio al 16º reggimento artiglieria da campagna. Congedatosi nel 1923, iniziò a ricoprire importanti incarichi politici e amministrativi nella provincia di Brescia. Tra il 1925 e il 1932 fu Commissario prefettizio di Pisogne, podestà di Angolo e del fascio di Darfo, comandante della compagnia zappatori della milizia e poi della Coorte Alpina, membro del Direttorio federale, e rettore della Provincia. Nel 1926 ricevette un encomio solenne per aver salvato dalle acque del fiume Oglio in piena il guardiano di una cabina elettrica che stava per annegare. Promosso tenente nel 1930, nel maggio 1935, in vista dello scoppio della guerra con l'Etiopia, venne richiamato in servizio attivo nella Milizia Volontaria Sicurezza Nazionale. Assegnato come centurione al 115º Battaglione CC.NN. "Brescia" in forza alla 2ª Divisione CC.NN. "28 ottobre", partecipò alla prima e seconda battaglia del Tembien, dove perse la vita in combattimento il 27 febbraio 1936. Per onorarne il coraggio fu decretata la concessione della Medaglia d'oro al valor militare alla memoria.
Alla sua memoria venne dedicata nel 1938 la casa del fascio di Darfo e una lapide nella sede dell'Associazione nazionale combattenti e reduci.

### Fonti
1. ↑  Gruppo Medaglie d'Oro al Valor Militare 1965, p. 155.
2. 1 2 3 4 5  Combattenti Liberazione.
3. ↑  Il popolo di Brescia era il quotidiano della Federazione provinciale fascista.
4. 1 2 3 4 5 6 7 8  Enciclopedia Bresciana.
5. ↑   GALASSI Romolo, Medaglia d'oro al valor militare, su Presidenza della Repubblica.
6. ↑   Bollettino ufficiale delle nomine, promozioni e destinazioni negli ufficiali e sottufficiali del R. esercito italiano e nel personale dell'amministrazione militare, 1937,  p. 1772. URL consultato il 17 febbraio 2020.